# ویتا هوربو
ویتا هوربو (انگلیسی: Vita Horobets؛ زادهٔ ۶ آوریل ۱۹۹۶) بازیکن بسکتبال اهل اوکراین است.